# Думітрештій-Гелецій
Думітрештій-Гелецій (рум. Dumitreștii Gălății) — село у повіті Ясси в Румунії. Входить до складу комуни Скіту-Дука.
Село розташоване на відстані 314 км на північний схід від Бухареста, 21 км на південний схід від Ясс.

## Населення
За даними перепису населення 2002 року у селі проживали 711 осіб, усі — румуни. Усі жителі села рідною мовою назвали румунську.